# Hadrianopolis
Hadrianopolis (in greco antico: Ἁδριανούπολις?) è stata un'antica città in Epiro, fondata probabilmente dai Caoni. Nel III secolo a.C. le città epirote si unirono in una lega (koinon) capitanata dalla tribù dei Molossi e dalle due principale città della regione: Fenice e Antigonea. Il relativo periodo di pace interna amplificò i collegamenti in tutto l'Epiro con strade che andava da nord a sud e da est a ovest, in modo da unificare ancor di più tribù che per secoli erano vissute isolate tra loro. Da un passo di Polibio (V, 8), sembra che, verso la fine del III secolo, presso la valle del Drino ci fossero numerosi insediamenti minori, tra i quali probabilmente anche Hadrianopolis (fondazione favorita dalla stabilità della regione).
L'influenza dei Romani sul territorio è presente durante la guerra tra Tito Quinzio Flaminino e Filippo V di Macedonia, in cui le fonti (Polibio, V, 18-20) riportano che un passaggio cruciale per l'esercito romano era proprio la valle del Drino (circa dal 198 al 172 a.C.). Dal relativo periodo di pace interna e ricchezza appena dopo la seconda guerra macedonica, all'inizio del II secolo a.C. gli Epiroti attaccano una delle città dei Caoni, che richiesero l'intervento dei Romani i quali si accamparono nella pianura detta Meleona (forse proprio presso Adrianopoli). Adrianopoli, che sorgeva a ridosso dell'Adriatico, ebbe sicuramente un ruolo nei commerci marittimi e forse ancora più importante in quelli terrestri, dato che la città si presentava come la meta principale per i viaggiatori che da nord (in particolare da Butrinto) conducevano le merci nella Grecia centrale.
Procopio di Cesarea scrive che la città, probabilmente nel periodo tardo antico, venne chiamata "Giustinianopoli" (in onore di Giustiniano).

## Scavi
Dal 2005 sono iniziati degli scavi sotto l'egida dell'Università di Macerata e dell'Università di Tirana. Durante le varie fasi di scavo, sono state rinvenute, oltre al preesistente teatro, le terme, le strade (che si incrociavano ad angolo retto) e la necropoli extraurbana: tutte costruzioni risalente all'incirca al III-IV secolo a.C. Dalle scoperte si è riuscito anche a disegnare una mappa della città che si estenda su una superficie pressoché quadrata di 300-350 m (est-ovest) × i quasi 400 m nord-sud.